# Пандали Бозаджиев
Пандали Димитров Бозаджиев е български офицер от Държавна сигурност (полковник).

## Биография
Пандали Бозаджиев е роден на 22 ноември 1945 година в Панагюрище като най-малкия от четирима синове в семейството на бозаджия, който по това време става член на Българската комунистическа партия (БКП). Завършва средно образование в родния си град, а след това курс за трудови офицери в Народната школа за запасни офицери „Христо Ботев“ в Плевен, където получава квалификация на строителен техник.
От 1966 година Бозаджиев е взводен командир и технически ръководител в Трудова повинност в Пловдив. През април 1967 година е прехвърлен в Държавна сигурност като офицер в Трето управление („военно контраразузнаване“), като преминава едногодишен курс във Висшата специална школа „Георги Димитров“ и първоначално отговаря за батальон на Трудова повинност в Сестримо, работещ по строежа на Каскада „Белмекен-Сестримо“. Малко след това е преместен в Панагюрище, където отговаря за работата на Трето управление в батальона на Трудова повинност в строящия се завод „Оптикоелектрон“ и в полка при мините „Медет“. На 1 септември 1974 година е повишен в капитан, като по това време става и член на БКП. През 1975 година преминава петмесечен курс в специална школа на съветския Комитет за държавна сигурност (КГБ) и започва да следва задочно право във Висшата специална школа.
През 1976 година Пандали Бозаджиев е преместен от Военното контраразузнаване в окръжния клон на Държавна сигурност в Пловдив, а през следващата година – в Пазарджик, където отговаря за работата на Шесто управление („борба с идеологическата диверсия“) в района на Панагюрище. На този пост е награден за участието си през 1979 година в голяма акция на Шесто управление в цялата страна, довела до осъждането на група протестантски пастори, предавали в чужбина информация за ограниченията на религиозната свобода в страната. На 1 септември същата година е повишен в майор.
През януари 1980 година Бозаджиев става началник на Районното управление на Народната милиция в Панагюрище, запазвайки статута си на офицер от Държавна сигурност. През октомври същата година става първи заместник-началник на Окръжното управление в Пазарджик, отговарящ за Държавна сигурност, като в мотивите за назначаването му се сочи лошото образование на неговия предшественик Петър Райчев. През 1981 година Бозаджиев завършва задочно право във Висшата специална школа. През лятото на 1982 година преминава двумесечен курс за преподготовка „по турска линия“ в школа на КГБ. На 1 септември 1984 година е повишен в подполковник.
През лятото на 1986 година Пандали Бозаджиев става заместник-началник на образуваното по това време Направление „Терор“ към Шесто управление на Държавна сигурност, чиято основна цел е разследването на няколкото терористични акта от предходните две години и предотвратяването на нови такива нападения. На тази длъжност първоначално има ранг на началник на отдел, а от 16 март 1988 година – на началник на управление. През април 1989 година е предсрочно повишен в полковник за ролята си в акция на Направление „Терор“ срещу човек, разпространявал позиви, заплашителни писма и „знамена с турски символи“ в района на Кърджали.
На 8 декември 1989 година Бозаджиев е преместен от Шесто управление, чието закриване вече се планира от новото ръководство на режима, и става първи заместник-началник на Управлението за безопасност и охрана, което е оглавено малко преди това от прекия му ръководител в Направление „Терор“ Сава Джендов. При преобразуването на Държавна сигурност в началото на 1990 година Управлението за безопасност и охрана е преименувано на Национална служба за охрана, пряко подчинена на президента. Бозаджиев и Джендов се пенсионирани на 21 февруари 1992 година, малко след преизбирането на Желю Желев за президент.
Пандели Бозаджиев запазва контактите си със Сава Джендов и след тяхното пенсиониране, като през 1994 година двамата стават съдружници в охранителната фирма „Гарант-М“, която Бозаджиев по-късно напуска.

## Награди
- Медал „За заслуги за сигурността и обществения ред“ (31 май 1982; за „опазване на народното стопанство от пожари“)[8]
- Почетна значка на МВР (19 август 1987)[11]